# Résistance au glissement
La résistance au glissement désigne les phénomènes s'opposant au mouvement relatif de deux pièces en contact. Il s'agit de l'application des notions d'adhérence et de frottement au génie mécanique. La résistance au pivotement désigne le cas particulier d'un mouvement relatif de rotation avec glissement.
La notion de mouvement relatif est importante : il ne s'agit pas de phénomène s'opposant au mouvement d'un objet dans le référentiel lié au sol, mais bien au mouvement d'une pièce par rapport à une autre. Par exemple, dans le cas d'une automobile roulant sur une route, c'est la résistance au glissement entre le pneu et la route — l'adhérence — qui permet au véhicule d'avancer.

## Phénoménologie
D'un point de vue macroscopique, le contact entre deux pièces est modélisé par une liaison mécanique. En absence de résistance au glissement, les efforts ne sont transmissibles que par obstacle ; les vecteurs force sont normaux aux surfaces de contact, les vecteurs moment sont tangents aux surfaces de contact. La résistance au glissement permet d'avoir des vecteurs force ayant des composantes tangentes aux surfaces de contact, et des vecteurs moment ayant des composantes normales à ces surfaces ; dans le cas des moments, on parle de résistance au pivotement.
D'un point de vue microscopique, il s'agit d'adhérence et de frottement classiques.

## Résistance au pivotement
La résistance au pivotement est le cas particulier d'un arbre tournant dans un palier lisse, et/ou en appui plan à son extrémité, ainsi que les cas de transmission de couple par friction : systèmes poulie-courroie, embrayages, freins, limiteurs de couple.